# Giocondo Degola
Giocondo Degola (Gènova, Itàlia, 1803-1845) fou un compositor italià.
Era fill d'Andrea Luigi Degola, que també era compositor. La seva primera òpera titulada Adelina, s'estrenà amb èxit a la seva ciutat natal el 1837; posteriorment estrenà La donna Capricciosa (1839), òpera bufa; Don Papirio Sindaco (Milà, 1841), considerada com la seva obra més important, de la qual la casa Ricordi publicà les peces principals, amb acompanyament de piano, així com algunes arietes i nocturns d'aquest autor; Un duello alla pistola (1842).
A més a més compongué la gran cantata Il triomfo di Davide; una Missa a dos cors i diverses arietes i nocturns a dues veus.